# Ramón Mutis
Ramón Alfredo Mutis (Buenos Aires, 31 agosto 1899 – Buenos Aires, 5 maggio 1992) è stato un calciatore argentino, di ruolo difensore.

## Palmarès

### Club

#### Competizioni nazionali
- Campionato argentino: 5

Boca Juniors: 1923, 1924, 1926, 1930, 1931